# 葵涌邨北
葵涌邨北（英語：Kwai Chung Estate North，代號S07）是香港葵青區議會下轄的選區，2011年設立，2023年取消，末任區議員為前葵青區議會主席梁錦威。

## 範圍
選區位於葵涌西部，包括葵涌邨北部的曉葵樓、映葵樓、旭葵樓、雅葵樓、逸葵樓、百葵樓及合葵樓，與其相連的選區有葵興、下大窩口、葵涌邨南和石蔭選區。隨著葵涌邨百葵樓，合葵樓落成後，選舉事務處在2011年將葵涌邨選區一分為二，當中北部的樓宇劃為本區，稱為葵涌邨北。

## 沿革
1982年區議會選舉本區屬荃灣區議會葵涌西選區，1985年葵青區議會成立，但選區維持不變，直至1991年區議會選舉，葵涌西選區中的大窩口邨獨立為大窩口選區，當時葵涌西選區的議員為港同盟單仲偕，葵涌西選區的範圍，在1994年區議會選舉改稱葵涌邨選區，直至2007年區議會選舉。
1994年區議會選舉單仲偕遷居華景山莊後，參選該屋苑所屬的葵華選區，本區交由黨友吳劍昇以近六成得票打敗另外兩位候選人當選，然而單仲偕於1995年立法局選舉於本區所在的新界南選區勝出，以立法局議員身份服務本區。1999年區議會選舉因應葵涌邨展開重建，由葵興選區劃入光輝圍一帶以增加人口，吳劍昇轉往新劃的興芳選區參選，本區由周立仁以近四成半得票勝出。2003年區議會選舉，因應重建期間的葵涌邨只有少量人口，劃入屬葵盛圍一帶的高盛臺，選舉中周立仁以過半票當選。
2007年區議會選舉，葵涌邨經重建後選區改變，原屬葵涌邨選區的一些樓宇被劃走，其中春葵樓、夏葵樓、秋葵樓劃入葵興選區。葵涌邨選區只餘下新建成的葵涌邨樓宇，由於原任區議員周立仁不再連任，民主黨原本派出其助理張耀森出戰，後因李永達辦事處內訌，張耀森離職而改推林立志參選，同時梁耀忠則在葵涌邨設立議員辦事處，由社區幹事黃潤達經營。而民建聯葵青支部排除在2003年敗給周立仁的支部委員陳志光，欲派出地區幹事朱麗玲參選，後因民主派內訌見有魚利可圖，改由1985年已開始參選但都落敗的葵青支部主席歐陽寶珍親征。在三強鼎立下，黃潤達成功勝出，得票更是林立志和歐陽寶珍兩人的總和。後來由於葵涌邨人口增加需要重劃選區，葵涌邨選區以大窩口道、上角街一分為二，葵涌邨北部定為葵涌邨北選區，其餘部分則稱為葵涌邨中選區。
2011年區議會選舉，葵涌邨北人口估算約17,518人，其中有8,102位選民，投票站設於中華基督教會全完第二小學，議席由獨立人士吳開明、街工成員梁錦威和民建聯成員黃紹焜爭奪，結果梁錦威以六成半得票當選。
2015年區議會選舉，選區維持不變，民建聯派出盛康選區區議員梁偉文的兒子梁崗銘挑戰梁錦威，結果梁錦威以五百多票差距得以連任。2018年梁錦威因隨街工勞工組爭議而退出街工。
2019年區議會選舉，範圍維持不變，梁錦威再度擊敗民建聯梁崗銘及無黨派郭三全，成功連任。2021年12月，梁錦威因涉及2020年六四集會案而被判超過四個月，依例喪失區議員資格。

## 歷屆議員
| 屆別                   | 議員   | 政治聯繫      | 政治聯繫 |
| ---------------------- | ------ | ------------- | -------- |
| 2012年－2015年         | 梁錦威 |               | 街工     |
| 2016年－2019年         | 梁錦威 | 街工 → 無黨籍 |          |
| 2020年－2021年11月11日 | 梁錦威 |               | 無黨籍   |
| 2021年11月12日－2023年 | 懸空   | 懸空          | 懸空     |

## 歷屆選舉結果
| 政党   | 政党   | 候选人    | 票数  | %     | ±      |
| ------ | ------ | --------- | ----- | ----- | ------ |
|        | 無黨派 | ①. 郭三全 | 33    | 0.43  | 不適用 |
|        | 獨立   | ②. 梁錦威 | 4,396 | 57.86 | ▲0.28  |
|        | 民建聯 | ③. 梁崗銘 | 3,169 | 41.71 | ▼0.71  |
| 多数票 | 多数票 | 多数票    | 1,227 | 16.15 | ▲0.99  |

| 政党   | 政党           | 候选人    | 票数  | %     | ±      |
| ------ | -------------- | --------- | ----- | ----- | ------ |
|        | 街坊工友服務處 | ①. 梁錦威 | 2,195 | 57.58 | ▼7.65  |
|        | 民建聯         | ②. 梁崗銘 | 1,617 | 42.42 | ▲11.04 |
| 多数票 | 多数票         | 多数票    | 578   | 15.16 | 不適用 |

| 政党   | 政党           | 候选人    | 票数  | %     | ±      |
| ------ | -------------- | --------- | ----- | ----- | ------ |
|        | 獨立           | ①. 吳開明 | 91    | 3.39  | 新選區 |
|        | 街坊工友服務處 | ②. 梁錦威 | 1,752 | 65.23 | 新選區 |
|        | 民建聯         | ③. 黃紹焜 | 843   | 31.38 | 新選區 |
| 多数票 | 多数票         | 多数票    | 909   | 33.84 | 新選區 |